# Grágás

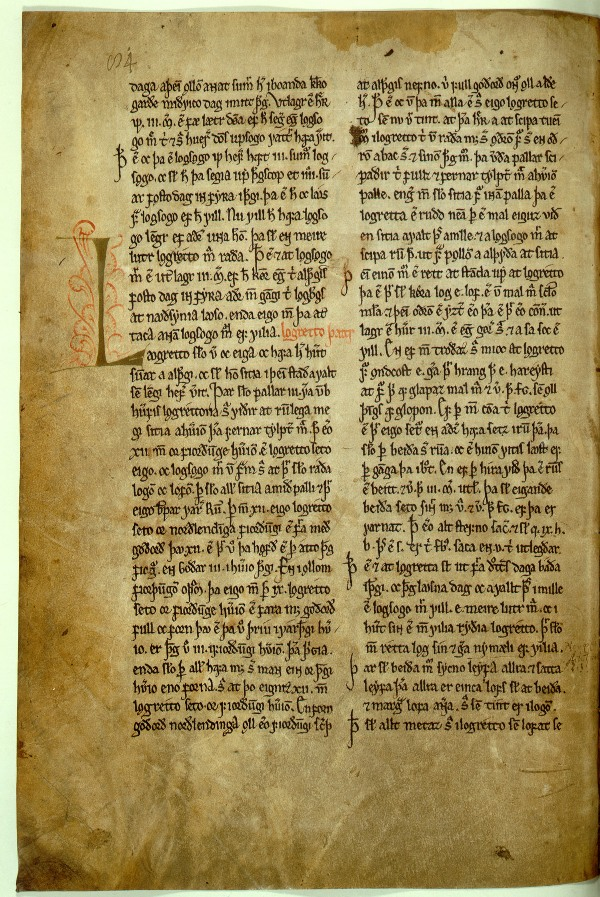
Grágás (GKS 1157 fol, s. 84, sp. B)

Die Grágás (im Deutschen „Graugans“) ist ein altisländisches Rechtsbuch.
Es handelt sich dabei um die Niederschrift des Rechtes des isländischen Freistaates vor 1263, kurz vor seinem Anschluss an Norwegen. Im Winter 1117/1118 wurden im Auftrag des Althings von 1117 erstmals wesentliche Teile desjenigen Textes niedergeschrieben, den der Gesetzessprecher auf der Althingversammlung 1117 vorgetragen hatte. Damit wird allgemein die Zeit des isländischen Schrifttums angesetzt. Da diese Fassung, der Vorläufer der Grágás, vom Althing 1118 ohne Gegenstimme angenommen wurde, darf man davon ausgehen, dass dieser Text als echtes Gesetz angesehen werden kann. Es wird nach dem Verfasser Hafliði Hafliðaskrá genannt. Zwischen 1122 und 1133 setzte man in gleicher Weise das Christenrecht.
Wie es zum Namen Grágás gekommen ist, ist unbekannt. Der Name taucht erstmals am Ende des 16. oder zu Beginn des 17. Jahrhunderts auf. Grágás wurde auch das trøndersche Gesetz „Frostathingslov“ genannt, das Håkon der Gute erlassen hatte und Magnus der Gute hatte aufschreiben lassen.

## Überlieferung
Neben kleinen Fragmenten sind aus dem 13. Jahrhundert zwei umfangreiche Fassungen erhalten: Die ältere Fassung der Kgl. Bibliothek in Kopenhagen (deshalb Codex regius oder Konungsbók genannt, Handschriftensignatur GKS 1157 fol.) wurde um 1250 aufgezeichnet, die jüngere der Arnamagnæanischen Sammlung wurde 1260–70 auf dem Hof Staðarhóll in Saurbær am nördlichen Ende von Skarðströnd am Breiðafjörður in Westisland niedergeschrieben und heißt demnach Staðarhólsbók. Beide Handschriften befinden sich heute in der Obhut des isländischen Handschrifteninstitutes „Stofnun Árna Magnússonar á Íslandi“. Darüber hinaus gibt es eine Reihe jüngerer Handschriften.
Den Namen Grágás erhielten die Texte im 16. Jahrhundert. Nach dem Christenrecht von 1776 besorgte Þórður Sveinbjörnson die erste gedruckte Ausgabe 1829 in Kopenhagen Hin forna lögbók Íslendinga sem nefnist GRÁGÁS. Codex juris Islandorum antiquissimus qui nominatur GRÁGÁS, der sich dafür beider Handschriften bediente. Der Isländer Vilhjálmur Finsen gab die Texte getrennt 1850–1852 und 1879 heraus, weitere Teile 1883.
Die Texte sind streckenweise identisch, streckenweise aber stark unterschiedlich. So fehlen in der Staðarhólsbók die verfassungsrechtlichen Abschnitte sowie einige alte Vorschriften über die Totschlagsfolgen. Außerdem differiert die Anordnung der Vorschriften. In beiden Handschriften fallen häufige Wiederholungen der gleichen Vorschrift an anderen Stellen auf. Wie es zu den Übereinstimmungen bis in die Orthographie hinein und zu den Unterschieden kommt, ist noch ungeklärt. Man darf aber davon ausgehen, dass es eine ganze Reihe von Rechtsbüchern zu dieser Zeit schon gab, wie die unten beschriebene Hierarchie der Rechtstexte voraussetzt.

## Grágás – ein Gesetz?
Die Grágás ist auch kein Gesetzbuch wie die Hafliðaskrá. Vielmehr ist an eine halb private, halb autoritative Aufzeichnung von Vorträgen der Gesetzessprecher zu denken. Für das Private spricht die hin und wieder auftretende „Ich-Form“ der Wiedergabe („darauf steht ein gleiches, wie ich vorhin aufzählte“), für den autoritativen Anspruch steht die Ausstattung auf bestem Pergament mit zum Teil farbig ausgemalten Majuskeln zu Beginn neuer Abschnitte. Der Verfasser war selbst wohl nicht Gesetzessprecher, dennoch rechtskundig.
Die Grágás gibt das Recht der Freistaatszeit wieder bis zur Einführung von Járnsíða (1271) und Jónsbók (1281), auch längst Überholtes wie z. B. Regelungen über Amtshandlungen armenischer oder griechischer Bischöfe. Im Wesentlichen dürfte es sich um die Darstellung der Gesetzgebung zwischen 1150 und 1200 handeln. Aber auch ohne offizielle Gesetzeskraft gilt es als das größte Gesetzeswerk bis zu seiner Niederschrift, was Vollständigkeit, Systematik und Begriffsschärfe betrifft.

## Inhalt

### Allgemeines
Auffällig ist die im Text durchgängig zum Ausdruck kommende Prozessbereitschaft. Die Prozessformalien nehmen überall großen Raum ein und erheben sich sogar über das sachgerechte Urteil.
Man fragt nicht, wo jemand wohnt, sondern „Wo ist er vorzuladen, vor welches Gericht?“ Zu jedem Freien gehört seine „Rechtsbuße“, also was man auf dem Klagewege als Entschädigung verlangen kann. Diese Freude am Rechtsstreit findet ihre Entsprechung in den Isländersagas, wo es immer wieder um Rechtshändel geht. Allerdings gibt es einen wesentlichen Unterschied: Die Sagas berichten von der Oberschicht und ihren Konflikten. Die Grágás befasst sich ausführlich mit den Armen, den ómagi, und ihrer Versorgung. Hier macht sich der kirchliche Einfluss bemerkbar.

### Beziehung zum altnorwegischen Recht
Im Vergleich zu den altnorwegischen Gesetzen (Gulathingslov, Frostathingslov) fehlt der Grágás die dort anzutreffende Allgegenwart des Königs. Es fehlen Regeln zur Heerespflicht, zur Flottenrüstung, zur Abstufung der Grundeigentümer. Im norwegischen Recht dieser Zeit fehlt der in der Grágás oft anzutreffende Geschworenenspruch (kviðr). 930 glich das isländische Recht noch seinem norwegischen Vorbild, weil die Goden den weisen Úlfljótr nach Norwegen gesandt hatten, um die dortige Thingordnung zu studieren. Zur Zeit der Grágás ist davon nicht viel übrig geblieben.

### Verbindlichkeit
Eine ganz andere Frage ist, wie bei vielen alten Rechtssammlungen, wie weit sie die Rechtswirklichkeit widerspiegeln. Da erfährt insbesondere im Strafrecht die Grágás manche Korrektur aus der Sagaliteratur. Die Sturlungensaga zeigt, dass die Spitzfindigkeiten des Rechtsgangs eine intellektuelle Konstruktion ist, die in der Wirklichkeit keine Entsprechung hatte. Das weit verbreitete Vergleichswesen findet in der Grágás überhaupt keine Berücksichtigung. Wären alle die vielen Strafen (sogar für bestimmte Gedichte) umgesetzt worden, wäre das Volk verarmt, oder im Falle der Androhung der Friedlosigkeit oder der Verbannung das Land verödet. Auch das Kirchenrecht wurde so nicht eingehalten. Die Tabuisierung der Verwandtenehe einschließlich der Paten konnte mit seinem Eheverbot bis zum Verwandten über die vierte Generation bei einer geschätzten Bevölkerung von ungefähr 50 000 Menschen für das Jahr 900 gar nicht eingehalten werden. Allerdings bildete diese Ehegesetzgebung kurz vor der Reformation reichen Konfliktstoff, weil die erforderliche Dispens gebührenpflichtig war und eine nicht unbedeutende Einnahmequelle für die Bischöfe darstellte. Abstrus erscheinen auch Vorschriften über Waldbären- und Rotwildfleisch im Zusammenhang mit den Fastengeboten.

### Einzelheiten
Die Konungsbók hat zwar keine durchgehende Gliederung mit Überschriften (einige Überschriften gibt es), aber doch ist eine grobe inhaltliche Reihenfolge des Stoffes auszumachen. Es beginnt mit dem
- Christenrecht mit Vorschriften über die Taufe, die Beerdigung, den Kirchenbau wohin Zehnt und Schenkungen zu entrichten sind, von den Pflichten des Priesters und der Bischöfe, gegen heidnische Bräuche, von den Sonn- und Feiertagen. Dann kommt die
- Thingordnung mit den Gerichtsinstanzen Frühjahrsthinge, der Viertelsgerichte und ihren Verfahrensordnungen sowie die nächste Instanz, das Fünfergericht und seine Verfahrensordnung sowie Vorschriften über die Vollstreckung. Danach folgen die
- Totschlagsfolgen mit der rechtlichen Einordnung von verschiedenen Arten des Angriffs, der Bewertung verschiedener Verletzungen, dem erforderlichen Verhalten nach der Tat (Kundmachung), Definition des Mordes,[7] die dazugehörigen Prozessvorschriften, fahrlässige Tötung, Schuldunfähigkeit (Tollheit), Tötung von Ausländern, von Vogelfreien, von Unfreien. Darin sind auch andere Vorschriften gemischt, wie von der Freilassung oder dem Kauf einer Unfreien für sein Bett. Daran schließen sich an die Vorschriften über die
- Bußzahlungen, wem sie in welchem Umfang zustehen. Dann kommen die Vorschriften über die
- Gesetzessprecher, das Wahlverfahren und seine Amtsdauer. Einen weiteren Abschnitt bildet die
- Gesetzgebung mit der Bestimmung des Gesetzgebungsorgans (Gesetzeskammer), der Hierarchie der Gesetze[8] und das Verfahren. Danach folgt das
- Erbrecht und die Vorschriften über die
- Armenfürsorge. Es folgt das Recht der
- Verlöbnisse und das Eherecht. Es folgen Vorschriften über den
- Gebrauchsdiebstahl von Pferden, den Rechten an Pferden, die
- Haftung für Schiffe und die Rechtsverhältnisse an Schiffen,
- das Recht an Grundstücken einschließlich des Weiderechts und der Haftung für Viehschäden, dem Strandrecht und Pachtrecht. Es folgt das Recht der
- Miete, Lohnhaltung von Vieh und Rechtsverhältnisse am Vieh. Danach kommen
- Raub und Diebstahl. Damit endet das Straf- und Zivilrecht. Es folgt das öffentliche Recht mit der
- Kreisordnung, wo von der öffentlichen Armenfürsorge die Rede ist. Danach kommt noch
- Verschiedenes, wo auch das Dichten unter Strafe gestellt wird. Auch der Fund, die Allmende und der Hundebiss, Schaden an zahmen Bären. Außerdem sind Vorschriften über das wechselseitige Erbrecht zwischen Norwegen und Island aufgenommen. Hier findet sich auch Kurioses: Das Recht, Bettler zu kastrieren oder die Bestrafung von Männern in Frauenkleidern oder Frauen in Männerkleidern. Das Ende bilden die Vorschriften über die
- Zehntzahlung.

### Editionen und Übersetzungen
- Vilhjálmur Finsen: Grágás. Islændernes Lovbog i Fristatens Tid, udg. efter det kongelige Bibliotheks Haandskrift og oversat. 2 Teile, Kopenhagen 1850–52, repr. Odense 1974 (septentrionalia.net); Teile 3–4 Graagaasen. Oversættelse. Kopenhagen 1870.
- Vilhjálmur Finsen: Grágás efter det Arnamagnæanske Haandskrift Nr. 334 fol., Staðarhólsbók. Kopenhagen 1879. repr. Odense 1974.
- Vilhjálmur Finsen: Grágás. Stykker, som findes i det Arnamagnæanske Haandskrift Nr. 351 fol., Skálholtsbók og en Række andre Haandskrifter. Kopenhagen 1883. repr. Odense 1974.
- Páll Eggert Ólason: The Codex Regius of Grágás. Munksgaard, Kopenhagen 1932 (Corpus Codicum Islandicorum Medii Ævi, III).
- Ólafur Lárusson: Staðarhólsbók. The Ancient Lawbooks Grágás and Járnsíða. Ms. Nr. 334 fol. in the Arna Magnæan Collection in the University Library of Copenhagen. Munksgaard, Kopenhagen 1936 (Corpus Codicum Islandicorum Medii Ævi. IX).
- Andreas Heusler (Übs.): Isländisches Recht – Die Graugans. Böhlau, Weimar 1937 (Reihe Germanenrechte – Texte und Übersetzungen. Band 9).
- Andrew Dennis (Übs.): The Laws of Early Iceland. Grágás, the codex regius of Grágás with material from other manuscripts. 2 Bde. University of Manitoba Press. Winnipeg 1980–2000.

### Lexikonartikel
- Konrad Maurer: Graagaas. In: Allgemeine Encyclopädie der Wissenschaften und Künste. Band 77, 1864, S. 1–136 (gdz.sub.uni-goettingen.de).
- J. Th. Westrin: Grågås (isl. Grágás). In: Theodor Westrin (Hrsg.): Nordisk familjebok konversationslexikon och realencyklopedi. 2. Auflage. Band 10: Gossler–Harris. Nordisk familjeboks förlag, Stockholm 1909, Sp. 454–455 (schwedisch, runeberg.org).
- Grágás. In: Reallexikon der Germanischen Altertumskunde. 2. Auflage, Band 12, 1998, S. 569–573.

### Forschungsliteratur
- Vilhjálmur Finsen: Om de islandske Love i Fristatstiden. In: Aarbøger for nordisk Oldkyndighed og Historie. 1873, S. 101–250.
- Hans Fix: Grágás Konungsbók (Gks 1157 fol.) und Finsens Edition. In: Ture Johannisson, et al. (Hrsg.): Arkiv för nordisk filologi (ANF). Folge 6, Band 11 (= Band 93 der Gesamtausgabe). C. W. K. Gleerups förlag, Lund 1978, S. 82–115 (mehrsprachig, journals.lub.lu.se [PDF]).
- Hans Fix: Grágás. Graphematische Untersuchungen zur Handschrift Gks 1157 fol. Peter Lang, Frankfurt u. a. 1979.
- Heinrich Beck: Wortschatz der altisländischen Grágás (Konungsbók). Göttingen 1993.
- Hans Henning Hoff: Hafliði Másson und die Einflüsse des römischen Rechts in der Grágás. De Gruyter, Berlin/Boston 2012 (Ergänzungsbände zum Reallexikon der Germanischen Altertumskunde. Band 78).